# 久留米工業専門学校 (旧制)
| 久留米工業専門学校 （久留米工専） | 久留米工業専門学校 （久留米工専） |
| --------------------------------- | --------------------------------- |
| 創立                              | 1939年                            |
| 所在地                            | 福岡県久留米市                    |
| 初代校長                          | 小林俊次郎                        |
| 廃止                              | 1951年                            |
| 後身校                            | 九州大学                          |
| 同窓会                            | 久留米工業会 （小森野会）         |

久留米工業専門学校 （くるめこうぎょうせんもんがっこう） は、1939年 （昭和14年） に創立された官立の旧制専門学校。創立時の名称は 「久留米高等工業学校」 （略称： 久留米高工）。

## 概要
- 戦時体制下の技術者拡充を図るため、1939年に増設された官立高等工業学校 7校の一つ （他の 6校は、室蘭、盛岡、多賀、大阪、新居浜、宇部）。
- 久留米高工創立時は、本科 （修業年限3年） に機械科・精密機械科・工作機械科・鉱山機械科・採鉱科を設置した （のちに工業化学科・ゴム工業科を増設）。
- 第二次世界大戦中の1944年に久留米工業専門学校と改称された。
- 学制改革で九州大学工学部に統合され、校地には九州大学第二分校が設置された （1955年10月、第一分校に統合・廃止）。
- 現存する新制久留米工業高等専門学校 （久留米高専） は別組織であるが、九州大学第二分校廃止の見返りで跡地に開設された国立久留米工業短期大学の後身校である。
- 同窓会は 「同窓会久留米工業会」 （愛称： 小森野会） と称し、旧制・新制 （工業短大・久留米高専） 合同の会となっている。

## 沿革

### 久留米高等工業学校時代
- 1938年9月： 久留米市長 石橋徳次郎、文部大臣・文部省関係者に高等工業学校 （高工） 誘致の陳情。
- 1938年12月17日： 久留米市議会、高工誘致方針を決定。
福岡県内では、大牟田・福岡・北九州地区も誘致運動を開始した。赤松知事による一本化工作で、すでに工業系高等教育機関を持つ福岡と北九州は候補から降りたが、大牟田は最後まで粘ったと伝えられる。九州の中では最終的に長崎と久留米が候補に残り、工業地としての地理的条件を考慮して久留米に決定した。
- 1939年3月31日： 文部省、新設高工 7校を発表。
  - 久留米への設置決定。地元負担金： 福岡県 36万円・久留米市 36万円・石橋徳次郎 （市長・日本ゴム社長） 15万円、敷地 30000坪 （石橋家より）。
- 1939年5月22日： 文部省直轄諸学校官制改正で久留米高等工業学校設置 （勅令第336号）。
  - 翌23日、規程・規則制定。本科 （修業年限3年） に機械科・精密機械科・工作機械科・鉱山機械科・採鉱科を設置 （文部省令第34号）。
- 1939年7月11日： 仮校舎 （日本ゴム・ブリヂストンタイヤ青年学校） で第1回入学式。13日から授業開始。
- 1939年11月： 小森野校地で校舎建築着工。
- 1940年3月： 本館・機械科棟・精密機械棟竣工。4月、小森野で新入生の授業開始。
- 1940年9月： 2年生も小森野に移転。
- 1941年12月27日： 第1回卒業式。
  - 戦時措置による繰上卒業 （1942年から1945年は9月卒業）。
- 1942年4月： 本科に工業化学科を増設。

### 久留米工業専門学校時代
- 1944年4月： 久留米工業専門学校と改称 （3月28日勅令第165号）。
  - 本科学科： 機械科 （旧機械科 + 旧精密機械科 + 旧工作機械科）・鉱山機械科・採鉱科・化学工業科 （旧工業化学科）・ゴム工業科 （新設）。
- 1945年2月： 科学研究技術員養成所を附設。
  - 第1期生（男女）： 1945年2月入学 - 同6月卒業、第2期生（女子）： 同7月入学 - 同12月卒業。
- 1945年8月9日： 機械科3組、動員先の長崎で原爆に被爆 （三菱兵器）。
  - 教員1名・生徒8名死亡。10月9日、学校葬。
- 1946年5月： ゴム工業科を新設。従来のゴム工業科在籍者は化学工業科へ移籍。
- 1947年6月： 大学昇格委員会設置。
  - 単独での大学昇格を目指したが、のちに文部省の一県一大学方針により挫折。
- 1948年5月： 文部省、明治工専との合同大学設置を斡旋。
- 1948年6月2日： 九州大学が佐賀高との合併を断念し久留米工専に合併申入れ。
- 1948年6月9日： 教員会議、九州大学との合併案を了承。
- 1948年6月22日： 学生大会、合併3案を討議。
  - 合併3案は、(1) 明治工専と　(2) 福岡青師と　(3) 九州大学と。第2案はすぐに却下され、第1案と第3案では、通学事情 （特に下宿問題） 等を考慮して僅差で第3案が採択された。
- 1949年5月31日： 新制九州大学発足。
  - 久留米工専は九州大学工学部 （旧制） と共に工学部の母体として包括され、九州大学久留米工業専門学校となった。
  - 久留米工専校地には、九州大学生産科学研究所久留米分室が設置された。
- 1949年7月1日： 校地に九州大学第二分校設置。
- 1951年3月31日： 九州大学久留米工業専門学校 （旧制）、廃止。

### 後史
1951年3月、九州大学第三分校 （久留米市内、旧陸軍歩兵第四十八連隊兵舎跡） が第一分校 （福岡市内、旧制福岡高跡地） に統合・廃止されると、第二分校でも統合運動が起こった。特に、1953年6月の水害で久留米市街との間の小森野橋が流失した事故以降は、統合を要望する意見が強まり、1955年4月を目処に第一分校に統合 （移転） する計画が具体化した。
しかし、当初は跡地利用計画が示されていなかったため、同窓会や、旧久留米工専誘致時に多額の寄附を行った久留米市当局により移転反対運動が展開された。1955年10月、文部大臣から 「新制度の工業専科大学 （現・工業高等専門学校） 設置時は、久留米を優先する」 旨の言質を取り付けて、ようやく第二分校の移転が実現した。
- 1955年2月13日： 久留米工専同窓会、九州大学第二分校移転計画に反対する要望を決議。
  - (1) 移転跡地に工業系高等教育機関の設置を求める。 (2) 跡地の措置なき移転には反対する。
- 1955年3月7日： 久留米市代表者ら、九州大学学長に移転反対の要望書を手渡し。
- 1955年4月8日： 久留米市などにより、「九大第二分校移転問題対策委員会」 設置。
- 1955年10月12日： 文部大臣ら立会いのもと、久留米市長・九州大学学長、覚書きに調印。
  - 覚書きの主旨： 九州大学は、移転跡地の工業専科大学設置に協力する。旧久留米工専の設備は久留米に残す。
- 1955年10月30日： 九州大学第二分校、廃止 （第一分校に統合）。
- 1958年4月： 久留米工業短期大学を設置。
- 1959年4月： 九州大学生産科学研究所久留米分室、廃止。
- 1961年4月： 久留米工業短期大学附属工業高等学校を併設。
- 1964年4月： 久留米工業高等専門学校を設置。
  - 久留米工業短期大学附属工業高等学校の在校生を編入。

## 歴代校長
- 初代： 小林俊次郎 （1939年5月 - 1945年11月24日[1]）
  - 九州帝国大学工学部教授
- 第2代： 大脇策市 （1945年11月24日[1] - 1951年3月）

## 校地の変遷と継承
久留米高等工業学校創設時は、久留米市旭町にあった日本ゴム・ブリヂストンタイヤ青年学校校舎を仮校舎として使用した。翌 1940年3月に、久留米市小森野町の新校舎が完成し、順次移転した。小森野校地は新制九州大学第二分校に引き継がれたが、第二分校は 1955年10月に廃止され、1958年4月、跡地に久留米工業短期大学が設置された。1964年4月、小森野校地は後身の久留米工業高等専門学校の校地となり、現在に至っている。

## 関連書籍
- 『回想記 : 創立60周年記念誌』　同窓会久留米工業会、1999年11月。